# Karolina Muszalak
Karolina Muszalak-Buława (ur. 27 grudnia 1974 we Wrocławiu) – polska aktorka filmowa i teatralna.

## Życiorys
Absolwentka XII Liceum Ogólnokształcącego we Wrocławiu. W 1998 roku ukończyła filię PWST we Wrocławiu, a w 1999 roku uzyskała dyplom. W latach 1998–1999 występowała w Operetce Wrocławskiej, następnie w 2000 na deskach Teatru Nowego w Warszawie, a w latach 2001–2004 w Teatrze Komedia w Warszawie.

## Filmografia
- Życie jak poker (1998–1999) jako modelka na castingu u "Marlona" i "Rica"
- 13 posterunek 2 (2000) jako producentka (odc. 31)
- Plebania (2000–2003, 2009) jako Andżelika Tracz
- Przeprowadzki (2000–2001) jako Emilia, żona Hirsza
- Cud purymowy  (2000) jako Kathleen, asystentka Silbersteina
- Tygrysy Europy 2 (2003) jako kuzynka Huberta
- Camera Café (2004) jako Beata
- Pierwsza miłość (2004 –2007) jako Krystyna Milczarek, kobieta pragnąca wraz z mężem Edwardem adoptować Vanessę, podopieczną Domu Dziecka w Wadlewie
- Kryminalni (2006) jako Sandra, kochanka "Grabarza" (odc. 42)
- Niania (2005–2006) jako prostytutka
- U fryzjera (2006) jako klientka Ania
- Odwróceni (2007) jako kochanka "Szybkiego" (odc. 11)
- Tylko miłość (2007) jako Alicja Rębacz
- Ja wam pokażę! (2007) jako Kasia, sekretarka Tomasza (odc. 4 i 11)
- Nie kłam, kochanie (2008)
- Wszyscy kochają Romana (2011) jako Sylwia, żona Mariusza
- Barwy szczęścia (2012) jako jedna z klientek fitness klubu Kasi Górki
- Prawo Agaty (2013) jako Bożena